# Final Fantasy V
Final Fantasy V (ファイナルファンタジーV, Fainaru Fantajī Faibu) és un videojoc de rol creat i publicat per Squaresoft el 1992 que forma part de la sèrie de videojocs Final Fantasy. El joc va sortir tan sols al Japó per la Super Famicom (Coneguda internacionalment com a Super Nintendo), i fou portat per TOSE amb petites diferències a Sony PlayStation i a Nintendo Game Boy Advance.
Final Fantasy V fou l'últim joc de la sèrie en què el creador de la sèrie, Hironobu Sakaguchi, va prendre el rol de director. Va sortir a la venda a Amèrica i Europa molt més tard que en terres nipones, i el seu major encert fou expandir, millorar i consolidar definitivament el sistema de tasques del primer i tercer joc de la sèrie.
El 2013, Square va llençar el joc per a iOS i android.